# 1874 en Suisse
Chronologie de la Suisse
- 1870
- 1871
- 1872
- 1873
- 1874
- 1875
- 1876
- 1877
- 1878

Chronologie de la Suisse
1873 en Suisse - 1874 en Suisse - 1875 en Suisse

## Gouvernement au1erjanvier 1874
- Conseil fédéral[1]
  - Karl Schenk (PRD), président de la Confédération
  - Johann Jakob Scherer (PRD), vice-président de la Confédération
  - Emil Welti (PRD)
  - Melchior Josef Martin Knüsel (PRD)
  - Eugène Borel (PRD)
  - Paul Ceresole (PRD)
  - Wilhelm Matthias Naeff (PRD)

## Évènements

### Avril
Dimanche 19 avril 
- Votations fédérales. Le peuple approuve, par 340 199 oui (63,2 %) contre 198 013 non (36,8 %), la révision totale de la Constitution fédérale.

### Mai
Samedi 2 mai 
- Décès à Coire (GR), à l’âge de 86 ans, de Conradin Flugi, précurseur de la poésie rhéto-romanche.

 Dimanche 3 mai 
- Ouverture de l’Exposition fédérale des Beaux-Arts à Lausanne.

 Mardi 5 mai 
- Décès à Paris, à l’âge de 68 ans, du peintre Charles Gleyre.

 Jeudi 14 mai 
- Ouverture à Winterthour, du premier technicum de Suisse (ZH).

### Juin
Lundi 1er juin 
- Mise en service du chemin de fer Lausanne-Échallens entre Cheseaux et Échallens (VD).

 Dimanche 7 juin 
- Décès à Bâle, à l’âge de 73 ans, du théologien Karl Rudolf Hagenbach.

 Dimanche 14 juin 
- Décès à Genève, à l’âge de 59 ans, du conférencier et polémiste Félix Bungener.

 Vendredi 26 juin 
- La ville de Lausanne est choisie pour recevoir le siège du Tribunal fédéral.

### Juillet
Vendredi 3 juillet 
- Inauguration du Zoo de Bâle.

 Dimanche 19 juillet 
- Début du Tir fédéral à Saint-Gall.

### Août
Samedi 1er août 
- Début de la Fête fédérale de gymnastique à Zurich.

### Septembre
Mardi 15 septembre 
- Décès à Lausanne, à l’âge de 84 ans, du chocolatier Charles-Amédée Kohler.

 Vendredi 18 septembre 
- Entrée en vigueur de la loi fédérale concernant les votations populaires sur les lois et arrêtés fédéraux.

 Samedi 26 septembre 
- Décès à Genève, à l’âge de 65 ans, du versificateur Philippe Corsat.

### Octobre
Jeudi 8 octobre 
- Entrée en vigueur de la loi fédérale sur l'organisation judiciaire.

 Vendredi 9 octobre 
- Création à Berne de l’Union postale universelle dans le but de mettre un terme au chaos de la distribution postale.

 Samedi 10 octobre 
- Entrée en vigueur de la loi fédérale concernant les hypothèques sur les chemins de fer dans le territoire de la Confédération suisse et la liquidation forcée de ces entreprises.

 Jeudi 15 octobre 
- Le village de Peist (GR) est ravagé par un incendie. 49 bâtiments sont anéantis.

 Vendredi 23 octobre 
- Décès à Badenweiler (Bade-Wurtemberg), à l’âge de 68 ans, de l’entrepreneur.

 Vendredi 31 octobre 
- Décès à Bâle, à l’âge de 65 ans, du psychiatre Friedrich Brenner.

### Novembre
Vendredi 13 novembre 
- Entrée en vigueur de la nouvelle organisation militaire suisse décentralisant la direction et l'instruction de l'armée et permettant aux soldats de garder leur arme à domicile.

### Décembre
Dimanche 13 décembre 
- Signature d’un contrat entre la Confédération et la commune de Bière au sujet de 340 hectares de terrains destinés à la nouvelle Place d’armes fédérale.

 Dimanche 20 décembre 
- Ouverture de la ligne ferroviaire Bellinzone-Locarno (TI).